# Saw X
Saw X (bra: Jogos Mortais X; prt: Saw X) é um  filme de terror mexicano-estadounidense, dirigida por Kevin Greutert, e escrita por Josh Stolberg e Peter Goldfinger. É a décima sequência da série de filmes Saw e é a sequência direta de Saw e prequela de Saw II. O filme é protagonizado por Tobin Bell, Shawnee Smith, Synnøve Macody Lund, Steven Brand, Michael Beach e Renata Vaca. Além disso, conta com participações especiais de Betsy Russell e Costas Mandylor.
A filmagem ocorreu entre outubro de 2022 e fevereiro de 2023 na Cidade do México. Saw X estreou nos cinemas brasileiros em 28 de setembro de 2023 pela Lionsgate Filmes e Twisted Pictures.
O filme arrecadou mundialmente US$ 111,8 Milhões.

## Enredo
Situado entre os eventos de Saw e Saw II, o enfermo e desesperado John Kramer viaja para o México para realizar um procedimento médico arriscado e experimental com a esperança de uma cura milagrosa para o seu câncer, apenas para descobrir que toda a operação é um pretexto para fraudar os mais vulneráveis. Armado com um novo propósito, o infame assassino em série volta ao seu trabalho, mudando o destino dos golpistas em sua forma visceral através de armadilhas torturadoras e engenhosas.

## Elenco
- Tobin Bell como John Kramer / Jigsaw[5]
- Shawnee Smith como Amanda Young[5]
- Synnøve Macody Lund como Dra. Cecilia Pederson[5]
- Renata Vaca como Gabriela[5]
- Octavio Hinojosa como Matteo[5]
- Paulette Hernandez como Valentina[6]
- Steven Brand como Detective Parker Sears[7]
- Joshua Okamoto como Dr. Diego Cortez[8]
- Michael Beach como Henry Kessler[5]
- Donagh Gordon como Dr. Finn Pederson[8]
- Isan Beomhyun Lee como Víctima trampa del vacío ocular[8]
- Katie Barberi como Líder grupo de apoyo contra cáncer.[8]
- David Alfano como Doctor[8]
- Jorge Briseño como Carlos[8]
- Baltimore Beltrán como Padre de Carlos[8]
- Lucia Gomez-Robledo como Técnico del MRI[8]
- Kerry Ardra como Presentadora de TV[8]

## Produção

### Desenvolvimento
Em abril de 2021, confirmou-se que uma décima entrega cinematográfica da Saw, titulada provisionalmente Saw X, estava em desenvolvimento com Twisted Pictures. No entanto, Darren Lynn Bousman, director de Spiral: From the Book of Saw (2021), que se estreou ao mês seguinte, declarou que foi um anúncio prematuro que lhe surpreendeu a ele e aos produtores do filme, dizendo:
Que Spiral esteja aqui não significa que não vá ter Saw IX. Este [Espiral] não é o nono filme da franquia Saw. Facilmente poderia ter um Saw IX que siga a Jigsaw. Acho que estão a esperar a ver como vai Spiral e como responde o público para determinar que passa depois."
Josh Stolberg e Peter Goldfinger, roteiristas das duas entradas anteriores da série, Jigsaw e Spiral, confirmaram que o guion estava terminado em dezembro de 2021.
Em agosto de 2022, Bloody Disgusting informou de que o décimo filme de Saw seria dirigido por Kevin Greutert, que anteriormente dirigiu Saw VI (2009) e Saw 3D (2010).

### Casting
Em outubro de 2022, Tobin Bell foi confirmado para retomar o papel de John Kramer / Jigsaw.
Em dezembro de 2022, Synnøve Macody Lund, Steven Brand e Michael Beach uniram-se à partilha em papéis não revelados. Também se informou de que Shawnee Smith, que apareceu como Amanda Young em filmes anteriores, estava em negociações para retomar seu papel, visto por última vez em Saw VI. Nesse mesmo mês, Renata Vaca, Paulette Hernandez, Joshua Okamoto e Octavio Hinojosa foram eleitos para papéis não revelados.

### Filmagem
A filmagem começou no final de outubro de 2022 em Cidade de México, e concluiu em fevereiro de 2023. Isto supôs uma mudança com respeito aos oito filmes anteriores, que se rodaram todas em Toronto, excluindo o primeiro filme da série, Saw (2004), que se rodou em Los Angeles.

## Estreia
A estreia de Saw X nos cinemas dos Estados Unidos ocorreu em 29 de setembro de 2023, nos cinemas brasileiros em 28 de setembro de 2023, e nos cinemas portugueses em 26 de outubro de 2023, sendo distribuída pela Lionsgate Films e Paris Filmes, respectivamente. Originalmente, o longa estava programado para estrear em 27 de outubro do mesmo ano, antes que a Lionsgate anunciasse na San Diego Comic-Com que mudaria a sua data de estreia.